# Mekbuda
Mekbuda, eller Zeta Geminorum (förkortat Zeta Gem, ζ Gem), är en stjärna i stjärnbilden av Tvillingarna, på det utsträckta vänstra "benet" av tvillingen Pollux. Som medlem i variabelkategorin klassiska cepheider, har den en ljusvariation som bestäms av massan. Eftersom massan ger en direkt fingervisning av ljusstyrkan är variabeln en viktig referens för att bestämma avståndet.   

## Nomenklatur
ζ Geminorum (latiniserat till Zeta Geminorum) är stjärnans Bayer-beteckning.
Stjärnan har egennamnet Mekbuda, från arabiskans "lejonets vikta tass" (där Zeta och Epsilon Geminorum (Mebsuta) var tassarna på ett lejon). År 2016 organiserade internationella astronomiska unionen en arbetsgrupp för stjärnnamn (WGSN) för att katalogisera och standardisera egennamn för stjärnor. WGSN godkände namnet Mekbuda för stjärnan den 12 september 2016, som numera är stjärnans namn i IAU-katalogen.

## Observationshistorik
År 1825 upptäckte den tyske astronomen Julius Schmidt att Mekbuda varierar i ljusstyrka med en period på cirka 10 dagar. Det hade misstänkts vara variabel så tidigt som 1790. År 1899 meddelade den amerikanske astronomen W.W. Campbell att Mekbuda har en variabel radiell hastighet. (Samma information publicerades oberoende 1901 av den ryske astronomen Aristarkh Belopolsky.) Baserat på sina iakttagelser, publicerade Campbell senare banelement för dubbelstjärnan. Han fann emellertid att kurvan avvikit från det förväntade och föreslog därför att det var en trippelstjärna, för att förklara avvikelserna. Den periodiska variationen i radiell hastighet har senare förklarats ljusvariationer som uppstår hos variabla stjärnor av typen cepheidvariabler, uppkallade efter Delta Cephei.
Stjärnans periodicitet är variabel, något som först noterades av den tyske astronomen Paul Guthnick 1920, som misstänkte att den periodiska förändringen var resultat av en följeslagare. År 1930 föreslog den danske astronomen Axel Nielsen att förändringen i stället var resultatet av en minskning på cirka 3,6 sekunder per år av ljusvariationernas period.

## Egenskaper
Mekbuda är en klassisk cepheidvariabel som genomgår regelbunden, periodisk variation i ljusstyrka på grund av radiella pulsationer. I synligt ljus varierar den skenbara magnituden mellan 3,68 och 4,16 (med ett medelvärde på 3,93) under en period av 10,148 dagar. Denna periodiska variation minskar med en hastighet av 3,1 sekunder per år, eller 0,085 sekunder per cykel. Den spektrala klassificeringen varierar mellan F7Ib och G3Ib under loppet av en pulseringscykel. Likaledes varierar den effektiva temperaturen hos det yttre höljet mellan 5 780 K och 5 260 K, medan radien varierar från 61 till 69 gånger solens radie. I genomsnitt är strålningen ungefär 2 900 gånger solens ljusstyrka.
Mekbuda har en visuell följeslagare på 1,4 bågsekunders avstånd, som kan vara fysiskt förbunden. Mekbuda B är en F4-stjärna i huvudserien och i sin tur en spektroskopisk dubbelstjärna. Mekbuda upptäcktes nyligen tillhöra en stjärnhop. Delta Cephei, den prototypiska klassiska cepheidvariabeln, är också medlem i en stjärnhop. Tillhörigheten till cepheidklustret, tillsammans med de senaste parallaxmätningarna med rymdteleskopet Hubble och Hipparcos, har bestämt avståndet till trippelstjärnan med relativt stor noggrannhet: 363 ± 9 (σ 2 ) ± 26 (a) parsecs. Mekbuda är härigenom en viktig mätpunkt för fastställande av avstånden i denna del av rymden.  